# Pneumocyt

Schematische weergave van een longblaasje (alveolus)

Een pneumocyt is een van de cellen van een longblaasje. Er zijn twee typen pneumocyten. Type I cellen, ook wel type I-pneumocyten of type I longblaasjescellen genoemd, zijn plaveiselcelvormig, dun en plat en vormen de structuur van het longblaasje. Type II-cellen, ook wel type II-pneumocyten of type II-longblaasjescellen genoemd, geven een oppervlakte-actieve stof in de longblaasjes af om de oppervlaktespanning te verlagen en kunnen ook differentiëren om beschadigde type I-cellen te vervangen.

## Type I-pneumocyten

De dwarsdoorsnede van een longblaasje met haarvaten. Een deel van de dwarsdoorsnede is vergroot om de diffusie van zuurstofgas en koolstofdioxide door type I-cellen en haarvatencellen te laten zien.

Type I-pneumocyten zijn de grootste van de twee celtypen; het zijn dunne, platte epithele bekledingscellen (membraanachtige pneumocyten), die de structuur van de longblaasjes vormen. Ze zijn een plaveiselcel (wat meer oppervlakte aan elke cel geeft) en hebben lange cytoplasmatische uitsteeksels die meer dan 95% van het ongeveer 400 µm2 grote oppervlak van het longblaasje bedekken.
Type I-pneumocyten zijn betrokken bij het proces van gasuitwisseling tussen de longblaasjes en het bloed. Deze cellen zijn extreem dun – soms slechts 25 nm – de elektronenmicroscoop was nodig om te bewijzen dat alle longblaasjes bekleed zijn met epitheel. Deze 0,1 tot 0,2 µm dunne bekleding maakt een snelle diffusie van gasuitwisseling tussen de lucht in de longblaasjes en het bloed in de omliggende haarvaten mogelijk.
De celkern van een type I-pneumocyt beslaat een groot gebied van het vrije cytoplasma en de organellen zijn eromheen geclusterd, waardoor de dikte van de cel wordt verminderd. Dit houdt ook de dikte van de bloed-luchtbarrière tot een minimum beperkt.
Het cytoplasma in het dunne gedeelte bevat pinocytotische blaasjes die een rol kunnen spelen bij het verwijderen van kleine deeltjes verontreinigingen van het buitenste oppervlak. Naast desmosomen hebben alle type I-pneumocyten zonula occludens die het lekken van weefselvloeistof in de luchtruimte van het longblaasje voorkomen.
De relatief lage oplosbaarheid (en dus diffusiesnelheid) van zuurstof vereist het grote interne oppervlak (ongeveer 80 vierkante meter) en de zeer dunne wanden van de longblaasjes. Tussen de haarvaten komt een extracellulaire matrix voor als een netachtig weefsel van elastische en collageenvezels, die helpt deze te ondersteunen. De collageenvezels, die stijver zijn, geven de wand stevigheid, terwijl de elastische vezels uitzetting en samentrekking van de wanden tijdens het ademen mogelijk maken.
Type I-pneumocyten kunnen niet delen en zijn vatbaar voor beschadigingen door giftige stoffen. In het geval van schade kunnen ter compensatie type II-pneumocyten prolifereren en differentiëren tot type I-pneumocyten.
Type I-pneumocyten scheiden ook een enzym af dat de omzetting van angiotensine I in angiotensine II mogelijk maakt voor de bloeddrukregulatie. Ten slotte hebben ze specifieke proteïnemarkers zoals het transmembraanglycoproteïne T1α, waarvan de exacte functie onbekend is, maar essentieel voor de differentiatie van dit celtype, of van aquaporine 5 (waterkanaaltje).

## Type II-pneumocyten

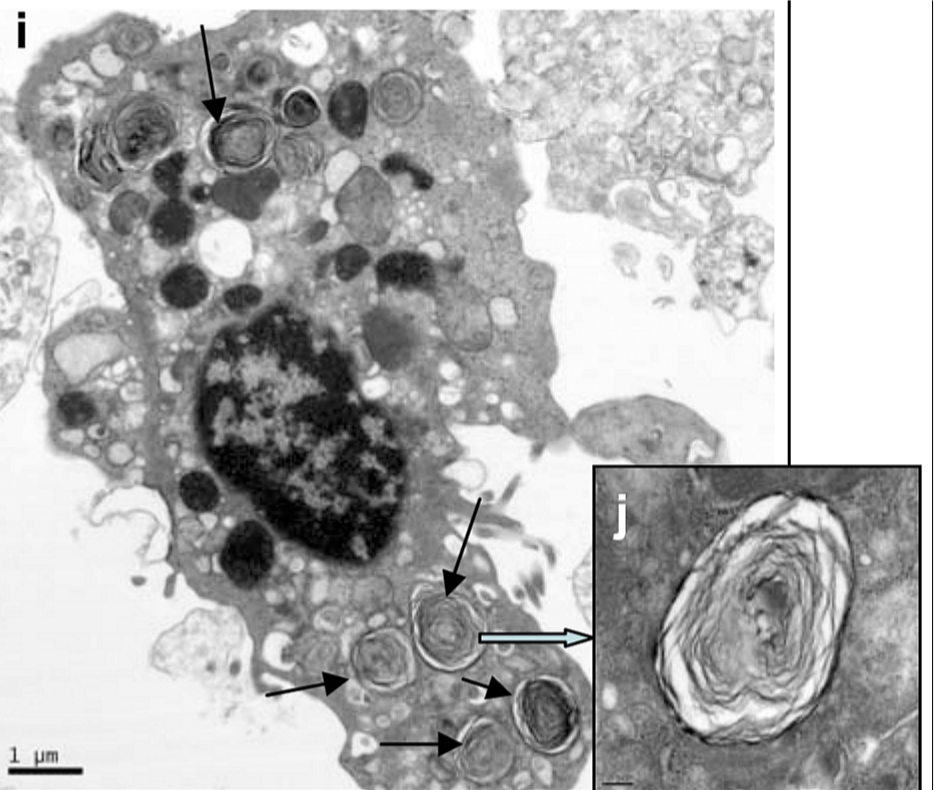
Type II-pneumocyt. i, j Zoals gezien met transmissie-elektronenmicroscopie, bevatten representatieve Type II-pneumocyten met karakteristieke cytoplasmatische lamellaire lichamen (i, pijlen, schaalbalk = 1 µm en j, schaalbalk = 200 nm).

Type II-pneumocyten zijn kubusvormig tot rond en veel kleiner dan type I-pneumocyten.  Ze hebben geen cytoplasmatische uitsteeksels; de apicale pool is voorzien van een kroon van microvilli die een kaal centraal gebied omringen. Ze zijn de meest talrijke cellen in de longblaasjes, maar bedekken niet zoveel oppervlakte als de plaveiselcellen van type-I pneumocyten.. Type II-pneumocyten bevinden zich tussen het cytoplasma van de type I-pneumocyten. Ze kunnen worden gedeeld door 2 of zelfs 3 aangrenzende longblaasjes, waarbij hun afschilvering een gat achterlaat dat de oorsprong van de poriën van Kohn zou kunnen zijn. De poriën van Kohn (ook bekend als interalveolaire verbindingen of alveolaire poriën) zijn afzonderlijke gaten in de wanden van aangrenzende longblaasjes.
Type II-pneumocyten (granulaire pneumocyten) in de wand van de longblaasjes bevatten secretoire organellen die bekend staan als lamellaire lichamen of lamellaire korrels, die fuseren met de celmembranen en een oppervlakte-actieve stof afscheiden. Deze stof is een film van vette substanties, een groep fosfolipiden die de  oppervlaktespanning van de longblaasjes verlagen. De fosfolipiden worden opgeslagen in de lamellaire lichamen. Zonder deze coating zouden de longblaasjes instorten. De oppervlakte-actieve stof wordt continu vrijgegeven door exocytose. Het opnieuw opblazen van de longblaasjes na uitademing wordt gemakkelijker gemaakt door de oppervlakte-actieve stof, die de oppervlaktespanning in de dunne vloeibare coating van de longblaasjes vermindert. De vloeibare coating wordt door het lamellaire lichaam geproduceerd om de overdracht van gassen tussen bloed en longblaasjeslucht te vergemakkelijken, en de type II-pneumocyten bevinden zich doorgaans in de bloed-luchtbarrière. Lamellaire lichaampjes zijn osmofiele cellichaampjes met een concentrische lamellaire structuur en worden gevormd in het golgicomplex.
Type II-pneumocyten beginnen zich te ontwikkelen rond de 24e week van de zwangerschap gerekend vanaf de bevruchting en scheiden kleine hoeveelheden oppervlakte-actieve stof af. Er worden echter pas voldoende hoeveelheden oppervlakte-actieve stof afgescheiden rond de 33e week van de zwangerschap – dit is de belangrijkste reden voor de verhoogde mate van de hyaliene membranenziekte bij zuigelingen, dat drastisch afneemt bij leeftijden boven de 33e week van de zwangerschap gerekend vanaf de bevruchting.
Type II-pneumocyten zijn ook in staat tot celdeling, wat leidt tot meer type I- en II-pneumocyten wanneer het longweefsel beschadigd is.
MUC1, een menselijk gen dat geassocieerd wordt met type II-pneumocyten, is geïdentificeerd als een tumormarker bij longkanker.
Letsel aan type II-pneumocyten vermindert vaak de secretie van de oppervlakte-actieve stof, hetgeen vermindering van de longcompliantie en atelectase veroorzaakt.
Het belang van de type II-pneumocyten bij de ontwikkeling van ernstige ademhalingssymptomen van COVID-19 en mogelijke mechanismen van hoe deze cellen beschermd worden door de  selectieve serotonine-heropnameremmers (SSRI's) fluvoxamine en fluoxetine werd samengevat in een review in april 2022.